# Palazzo Galletti di Santa Marina
Il Palazzo Galletti di Santamarina (o Palazzo del Marchese di Santamarina) sorge a Palermo su un'area del Mandamento Monte di Pietà prossima all’incrocio di piazza Vigliena e si presenta, oggi, come una porzione consistente dell’isolato delimitato a est dalla via Maqueda, a sud dalla via del Celso, a ovest dalla Discesa Santamarina e a nord dalla via dei Candelai.

## Storia
Le origini del Palazzo risalirebbero al Trecento; al primo ventennio del XIV secolo, infatti, sarebbe da assegnare la costruzione di una casa gentilizia (Hospicium) edificata sul tratto settentrionale delle antiche mura del Cassaro lungo la Shera settentrionale - che in questo tratto assumeva il nome di la Shera Cancellarii - per volontà di un esponente della nobile famiglia dei Crispo, probabilmente Rinaldo, che fu baiulo (ambasciatore) di Palermo dal 1312 al 1313. La possibilità di costruire sulle antiche mura della città era sorta già in età normanna, allorquando la realizzazione di un nuovo e più vasto circuito difensivo che inglobava le due distinte cinte murarie del Cassaro e della Kalsa aveva reso queste ultime non più indispensabili alla difesa. La costruzione sulle antiche mura nel Medioevo era regolata da una delle Consuetudini di Palermo, quella che aveva per titolo De domibus existentibus super munibus Civitatis et spetialiter super munibus Cassari Panhormi che nelle prescrizioni iniziali recitava: «I Cittadini Palermitani per antica consuetudine possono possedere, fare e costruire case sopra le mura e i muri della città e specialmente sopra le mura del Cassaro di Palermo (…). E se in qualche tempo dovessero cadere le mura sulle quali si trovano le case di alcuni cittadini, la Curia debba farle riparare e rifarle a sue spese sino alla cornice ossia sino al primo solaio, e nelle stesse case [del Cassaro] soltanto sia lecito ai Cittadini palermitani costruire merli e ripari.». Quest’ultima annotazione autorizza a pensare che il privilegio di costruire sulle mura del Cassaro sia stato appannaggio di potenti casati e di influenti ordini religiosi (non mancarono, infatti, sul circuito difensivo grandi e importanti complessi religiosi). E certamente potente dovette essere, tra XIV e XVI secolo, la famiglia dei Crispo che tra i suoi esponenti annoverò un Federico pretore nel 1384-1385, un Tommaso con la stessa carica nel 1399-1400, un Rinaldo capitano di giustizia di Palermo nel 1480-1481 e forse egli stesso giurato nel 1494-1495 e 1505-1506. Un Giovanni fu secreto di Palermo nel 1479, un altro Rinaldo senatore di Palermo negli anni 1572-1573.
All’edificio fatto costruire da Rinaldo appartenne quasi certamente il fronte lungo via del Celso, esteso dal cantonale sulla discesa Santamarina allo spigolo orientale con la colonna angolare incastonata in quella che originariamente doveva essere la zona basamentale, fortemente alterata dal punto di vista altimetrico a seguito dell’abbassamento dell’antico piano stradale, resosi necessario per raccordare la via del Celso alla nuova quota della "Strada Nuova" (via Maqueda), più sottomessa. La riprova del l'abbassamento della via è testimoniata dal plinto in marmo bianco dell'originario portale del palazzo. La colonna angolare, negli edifici medievali, era un elemento tipico, posto a scandire e sottolineare i confini del palazzo e il prestigio dei suoi proprietari: era sempre collocata sopra lo zoccolo basamentale dell’edificio in posizione angolare, come ancora oggi si può vedere in numerosi esempi a Palermo: Palazzo Chiaramonte-Steri, palazzo Alliata di Pietragliata (ex palazzo Termine) in via Bandiera, palazzo Bonet alla Fieravecchia e in palazzo Merlo nella via omonima al cantonale con via Arco di Resuttano ma anche nel cantonale con vicolo della Salvezza del complesso religioso della Gancia. La sua presenza, a palazzo Santamarina, rivela quella che doveva essere la delimitazione originaria dell’edificio, prima che avvenissero gli accorpamenti con le case a levante.
Le variazioni altimetriche dell’attuale via del Celso, in realtà, si sono rese necessarie almeno due volte: agli inizi del Seicento, con l’apertura della Strada Nuova, e dopo il 1856, con l’abbassamento ulteriore di via Maqueda stabilito dal Senato palermitano per garantire un miglior deflusso delle acque piovane. Se si assume, dunque, come quota del piano di sedime originario la risega ancora oggi leggibile per metà del prospetto, si potrebbe ipotizzare per l’edificio originario un corpo di fabbrica parallelepipedo all’incirca lungo 30,00 metri, alto 11,00 metri e profondo almeno 8,00 metri, caratterizzato nel fronte sull’attuale via del Celso (l’antica shera settentrionale) dal ricco motivo delle bifore a conci alternati di arenaria e pietra lavica (diffusi in Sicilia fin dal XII secolo) che ritroviamo nelle fasce orizzontali che decorano la zona sovrastante alla linea di imposta degli archi delle finestre. Un motivo decorativo di evidente ascendenza continentale (toscana e genovese) che si ritrova soprattutto nell'"edilizia di matrice chiaramontana" ed in altri esempi siciliani del XIV secolo come il convento dei Francescani di Paternò e il Duomo di Messina e, soprattutto, il palazzetto attiguo allo Steri dei Ventimiglia (Osterio Magno) a Cefalù. La vicinanza stilistica tra il palazzo di via del Celso e il palazzetto di Cefalù potrebbe non essere casuale; se si esamina, infatti, la storia del popolamento del Feudo di Capaci, del quale i Crispo detenevano la titolarità, si trovano a partire dalla fine del XIV secolo strette relazioni tra le famiglie Crispo e Ventimiglia. Giovanna Crispo detta Giovannella, figlia di Filippa de Palmerio e di Tommaso Crispo, “dottore in Legge” e pretore nel 1399-1400, andò in sposa a Giovanni Francesco Ventimiglia. Interessante anche notare che il fratello di Giovannella, Nicolò, sposò Elisabetta Lombardo la quale, diventata vedova, si unì in seconde nozze con Francesco de Gualbes. Dunque anche la vicinanza dei due palazzi di via Celso non sembra essere stata del tutto casuale.
L’importanza della figura di Tommaso Crispo farebbe propendere per una datazione più tarda della prima prestigiosa fase del palazzo di via del Celso, e cioè alla seconda metà del XIV secolo come suggerisce, seppur in maniera contraddittoria, Giuseppe Spatrisano nel suo fondamentale studio sull’architettura del Trecento in Sicilia. Ma più che a Tommaso forse l’edificazione del palazzo andrebbe ascritta al padre Rinaldo (o Rainaldo), vicinissimo al conte Francesco II Ventimiglia della cui piccola corte cefaludense, riunita presso l'Osterio Magno nella cittadina di Ruggero, faceva parte. Di un Rainaldo parla, infatti, Tommaso Fazello nel suo De rebus siculis, in particolare nel libro ottavo laddove descrivendo le antiche porte di Palermo a proposito della cosiddetta «Porta Sclavorum» (Porta degli Schiavi) scrive che «era posta nel luogo ch’è tra la casa di Rinaldo Crispo verso levante e di Giantommaso Gualbes verso ponente, appresso la piazza della Cancellaria dove essendo mancata la sua antica forma, si vede una piccola stradetta per la quale si va alla Beccaria nuova, ed al luogo detto con voce saracena Ainroma, dove l’anno 1550 furon fatte assaissime botteghe d’arte di lana.». Il toponimo Ainroma è la corruzione del termine arabo Ayn-Rum, la sorgente che alimentava la fiorente attività tessile per la quale questo quartiere avrebbe assunto il nome di Panneria (la Fonte della Panneria nei pressi della piazza S. Onofrio). Fazello scrive intorno alla metà del Cinquecento (la sua opera verrà data alle stampe nel 1558), dunque è probabile che il Rinaldo di cui parla sia il figlio di Federico III Crispo, giurato di Palermo, Capitano di Fanteria del quartiere Cilvaccari (Cilvaccari o Civalcari, corruzione del toponimo di Seralcadi) e Capitano d’arme per il Regno.
Più certa, invece, appare la seconda fase del palazzo, quel rifacimento operato intorno alla seconda metà del Quattrocento e documentato dall’umanista Pietro Ranzano il quale, nella sua memoria sulla città di Palermo databile al 1470-1471 e pubblicata da G. Di Marzo scrive: «Iacopu di Pilaya di cui supra fu facta mentioni et Cristofano Di Benedicto clarissimo juris consulto, Federico Crispo cavaleri et secreto di Palermo, Simuni di Artali quondam castellano di lo palaczo et altri multi di li princhipali di la chitati li loro antiqui casi hanno renovato et mirifìcamenti exornato». In questo caso dovrebbe trattarsi di Federico II Crispo, figlio di Giovanni e come questi Secreto e Mastro Procuratore della Città di Palermo, Strategoto della Città di Messina nel 1472 e marito di Costanza Ventimiglia.
Un cambio di proprietà del palazzo viene registrato da Vincenzo Di Giovanni, che nel suo Del Palermo restaurato scrive che la casa dei Crispo «è quella che oggi è di Arias Giardino a Santa Ninfa». Di Giovanni redige il suo resoconto agli inizi del XVII secolo, probabilmente entro il primo ventennio, dunque il passaggio che vede la casa dei Crispo perdere, almeno formalmente, il patronimico della nobile famiglia di origine pisana sarà avvenuto tra la fine del Cinquecento e gli inizi del Seicento, mentre l’area veniva interessata a scala urbana dal grande intervento del “taglio” della Strada Nuova e dal vicinissimo cantiere per la Casa e Chiesa dei Crociferi, oggi S. Ninfa.
Se il possesso del palazzo da parte di Luigi Arias Giardina, barone di Santa Ninfa dal 1615 e Marchese delle stesse terre dal 1621, sembra avere lasciato traccia a livello documentale solamente nell’annotazione del Di Giovanni, più significativo deve essere stato il passaggio dell’antico hospicium dai Crispo ai Santamarina. È a questa nuova proprietà che si devono ascrivere le fondamentali innovazioni e stravolgimenti tardo rinascimentali che appongono timpani rettilinei e nuovi balconi che si sovrappongono e modificano la scansione bicroma medievale delle bifore e delle fasce marcapiano. Il nuovo portale e l'intero nuovo scalone con loggia sulla corte interna paiono appartenere invece alla prima metà del XIX secolo. 
Il palazzo viene citato anche nel Palermo d’oggigiorno, laddove il Marchese di Villabianca annota: «Santa Marina, marchese Alessandro Galletti e Spadafora. — Sta la sua casa nella salita, che dicesi delli Crociferi di Casa Professa, sopra la Strada Nova, - Siralcadi». Villabianca fissa la sua ricognizione della città di Palermo al 1788, ma il termine post quem può essere spostato di molti decenni all’indietro, fino agli inizi del XVIII secolo. Sappiamo, infatti, dal “censimento” voluto nel 1713 dal nuovo re di Sicilia Vittorio Amedeo II, che nella Contrada delli PP Crociferi per insino a Santa Agata la Villa, dipendente dalla Parrocchia di Santa Margarita, abitavano, fra gli altri, D. Gio Batta Solloma (padre), D. Vittoria (madre), D. Alessandro (figlio), D. Giuseppe (figlio), D. Vincenzo (figlio), D. Girolama (figlia), D. Domenico (figlio), D. Francesca (figlia), D. Francesco (figlio), D. Antonino (figlio), oltre a D. Baldassare Galletto e D. Giuseppe Solloma. Il capo della casa censita, D. Gio Batta Solloma, è in realtà Giovanni Pietro Galletti, figlio di Alessandro e di Francesca Sollima. Primo Marchese di Santamarina, governatore del Monte di Pietà negli anni 1704, 1710 e 1711, sposò D. Vittoria Gaudioso (la D. Vittoria, madre). A lui, probabilmente, si deve la facies tardo rinascimentale del palazzo, realizzata sulla scorta dei numerosi rifacimenti e accorpamenti di case e palazzetti più antichi operati dall’aristocrazia palermitana tra XVII e XVIII secolo. Non figura (ma è certamente quello indicato come Alessandro, primogenito) quel Giovanni Alessandro Sollima Galletti e Gaudioso che De Spucches, nel tracciare la storia del titolo di Marchese di Castania (Castell'Umberto, in provincia di Messina), indica come erede universale alla morte di D. Vittoria, sopraggiunta nel 1740. Giovanni Alessandro sposò Melchiorra Corvino e Galletti e il loro primogenito, Giovanni Pietro Galletti Corvino, Marchese di Santamarina, nel 1745 sposò Anna Maria Spadafora. Il loro primogenito fu Alessandro Galletti Spadafora, Marchese di Santamarina, che sposò una Colonna Romano. Il figlio Giovanni Pietro Galletti Colonna, Marchese di Santamarina, nel 1791 sposò Anna Maria Ventimiglia Perpignano; la loro figlia, Maria Rosa Galletti e Ventimiglia nel 1822 sposò D. Giovanni Antonio Moncada Celesti Principe di Monforte e Conte di Sampieri. D. Maria Rosa morì nel 1863, il Principe nel 1854.
Questa breve ricostruzione della genealogia del titolo di Marchese di Santamarina delinea il passaggio del palazzo dai Galletti ai Moncada di Monforte. Il titolo si conserva con il loro figlio Guglielmo (1823-1876) che sposa nel 1845 Antonietta Vizzini; con il figlio di questi Giovanni Eugenio (1846-1915) che sposa nel 1868 D. Emanuela Notarbartolo di Villarosa e ancora con il figlio di questi D. Guglielmo Raimondo (1869-1933). Nel frattempo il palazzo, o una parte di esso, era passato ad Antonio Fortunato, tanto che nei primi elenchi degli edifici monumentali redatti nel 1911~12 il palazzo Galletti di Santamarina viene citato come "palazzo Fortunato". È proprio Antonio Fortunato che nel 1877 promuove una vertenza contro il Municipio di Palermo per i mancati interventi di sistemazione dell’area dopo i lavori di abbassamento della quota di via Maqueda.
Dunque l’antichità dell’edificio (almeno sette secoli di vita) e le diverse “proprietà” che si sono succedute, unitamente al fatto che il palazzo originario fu eretto su uno dei nodi urbani più rilevanti dell’antica città, hanno determinato la stratificata configurazione attuale; le modifiche operate nel XVII e nel XIX secolo per i raccordi altimetrici con la vicinissima Strada Nuova e gli scempi dovuti agli usi impropri dell’immobile fatti nella seconda parte del Novecento, sia come scuola che come centro meccanografico del Banco di Sicilia (che divenne proprietario dell'intero piano nobile) e di pensione alberghiera nell'intero ultimo piano, hanno complicato ulteriormente la lettura della fabbrica.
Nonostante questi stravolgimenti, alcuni interventi di dismissione delle controsoffittature otto~novecentesco, ed un primo cantiere di recupero della fine degli anni novanta dello scorso secolo, hanno consentito di mettere in luce pregevoli soffitti lignei a cassettoni e le fasce decorate sotto solaio, con affreschi tipici e gli scudi araldici. In un piccolo ambiente di piano nobile è venuto alla luce un affresco con Madonna con mantello blu a stelle d'oro che tiene in braccio il Bambino, anche se molto danneggiato da successivi strati di intonaco. 
Durante il recente intervento di ristrutturazione che ha subito il palazzo, nella corte dell'edificio è stato ritrovato un rifugio antiaereo della II° guerra mondiale, tombato da tempo, che è stato trasformato in un percorso benessere e spa. 

### Inquadramento storico-urbano
Il Palazzo Santamarina si trova sul tratto più prossimo alla via Maqueda della compatta cortina che, a partire dalla Guilla fino al taglio di via Maqueda è interrotta trasversalmente soltanto da due passaggi molto stretti che la attraversano (il vicolo Penninello a ovest e la discesa Santamarina a est) raccordando il dislivello tra le attuali via del Celso (a sud) e le vie S. Isidoro e via dei Candelai (entrambe a nord, oltre le mura puniche). L’andamento di questa cortina e delle strade che la delimitano (un andamento a curva e controcurva), le testimonianze letterarie e la cartografia storica e i numerosi ritrovamenti che già a partire dagli anni ’50 del Novecento hanno messo in luce tratti consistenti delle antiche fortificazioni, confermano che tali edifici sono stati eretti sulle antiche mura della Neapolis, riutilizzando e talvolta inglobando i dispositivi per la difesa (pomerio, mura, postierle, antemurali, porte urbiche) costruiti lungo quel circuito murario a partire dall'età punica. A tal proposito, la testimonianza più antica è una pergamena del 1183 in lingua greca che documenta la compravendita di un edificio privato costruito sull’antica cinta muraria, dimostrando come tale pratica fosse in uso già in età Normanna. Sul fronte interno, nel piano superiore delle mura, tale circuito era delimitato da una strada che ne accompagnava l’andamento e che nelle fonti medievali viene indicata col termine di origine araba Shari o Xheri dal significato arabo di "strada battuta". La via del Celso coincide, nel tratto prossimo al palazzo Santamarina, con l’antico Xheri Cancellarii, così chiamato per la presenza del Monastero e della Chiesa di Santa Maria del Cancelliere, la cui fondazione viene tradizionalmente assegnata al Gran Cancelliere del re normanno Guglielmo II, Matteo d’Ajello, sotto il titolo originario di Santa Maria de’ Latiniis (1169). Fonti medievali, in particolare un documento del 23 luglio 1309 desunto dai registri del notaio pubblico Bartolomeo de Citella (1306-1309), cita il tratto superiore dell’attuale via del Celso con il toponimo di Shera Ecclesie Sancti Georgi de Balatis super menibus Cassari, dal titolo della chiesa di San Giorgio lo Xheri o de Balatiis, poi sostituita dalla Chiesa della Compagnia dei Tre Re sul finire del XVI secolo.
Il complesso di Santa Maria del Cancelliere andò quasi completamente distrutto nel corso dei bombardamenti della seconda guerra mondiale, al pari di palazzo Lanza, costruito nel 1673 sul fronte settentrionale per volere del duca Giuseppe Lanza, riunificando in unico “tenimento” di case le costruzioni esistenti, oggi ricostruito. La zona del Gran Cancelliere è stata, infatti, uno dei luoghi di Palermo maggiormente colpiti dai bombardamenti del 1943 che hanno devastato la parte retrostante di palazzo Belmonte Riso, proprio perché sede operativa del Fascio in quegli anni, piazza su cui prima si attestava anche il complesso di San Biagio, oggi sede di Uffici del Comune. Tra il vicolo Gran Cancelliere e il vicolo Ragusi, l'isolato era occupato dalla Chiesa e Monastero di Santa Maria de’ Latiniis, che aveva accorpato le case di proprietà di Matteo d’Ajello. Alcuni ritengono che palazzo Lanza possa aver inglobato anche l’antica dimora di un altro potente del regno normanno, Maione da Bari, e quella cinquecentesca appartenuta al pretore di Palermo Giorgio Bracco. Ma l'abitazione di Maione da Bari parrebbe coincidere invece con il contiguo palazzo Gualbes. Una mappa catastale del 1877 permette di individuare questo tessuto prima delle trasformazioni e delle distruzioni novecentesche. 
Altri prestigiosi edifici sorsero allineati su questa cortina che dalla Guilla discende verso via Maqueda: il palazzo del Marchese di Sant'Isidoro, il palazzo Tassorello (noto anche come palazzo Marra), il palazzo del Marchese di San Giacinto. Sul fronte opposto della Shera Cancellerii, ad angolo su vicolo Marotta, si attesta la casa Ingraiti con bifora del XIII secolo, ed oltre il palazzo Vanni di San Vincenzo, con affreschi del Borremans . Recentemente il palazzo Lanza è stato interessato da un intervento di ricostruzione su iniziativa privata, secondo le modalità del ripristino filologico previste dal PPE, che ha portato alla valorizzazione dei reperti archeologici emersi a più riprese dopo la distruzione del ’43. Già nel 1950 e successivamente nel 1955, durante alcuni lavori di sbancamento nell’area adiacente l’Hotel Firenze su via Candelai, erano state scoperte diverse strutture murarie interpretate come parte del sistema fortificato antico insieme a tracce di pavimenti in cocciopesto e mosaico appartenenti all’abitato. Era anche affiorato un tratto di un possente muro in blocchi di calcarenite perfettamente squadrati e messi in opera a secco, riferibile all’antica cinta muraria sul lato settentrionale della Neapolis, ove più oltre scorreva il fiume Papireto. Per le sue caratteristiche costruttive tale muratura risultava assai simile ad altri tratti della fortificazione visibili in diversi punti della città e in gran parte inglobati in edifici di età successive. Le indagini condotte a più riprese dalla Soprintendenza hanno dimostrato che questa struttura di fortificazione si sovrappose, tagliandole, ad alcune strutture murarie a carattere abitativo, porzioni di ambienti e di un peristilio, utilizzate probabilmente fino alla metà circa del III secolo a.C. È probabile che queste abitazioni siano state abbandonate allorquando si rese necessario rafforzare, arretrandola, la linea fortificata. Lo stesso muro venne poi sopraelevato con filari di piccoli blocchi squadrati legati con malta di terra probabilmente in età araba e la sua facciata esterna, tra la metà del X e l’XI secolo, subì un più consistente rifacimento. Lo scavo ha anche evidenziato la probabile esistenza, nello stesso periodo, di una porta urbica e di un selciato stradale ad essa connesso. Per l’ultima fase costruttiva di questo tratto di mura è stato ipotizzato un periodo compreso all’incirca tra la fine dell’età islamica e non oltre gli inizi dell’età normanna. Ciò potrebbe trovare conforto in una fonte araba anonima, recentemente scoperta, che descrive la città intorno ai primi decenni dell’XI secolo e che riferisce dell’esistenza di una porta urbica non rilevata nella ben più nota descrizione delle porte di Palermo redatta dal geografo Ibn Hawqal nel 973. Potrebbe trattarsi della porta Bab al bi’r (Porta del Pozzo) citata nel manoscritto arabo, oppure potrebbe essere identificata con la Porta Sclavorum, esistita fino al 1460 e da localizzare probabilmente in questa stessa area del palazzo Lanza e non tra i palazzi Gualbes e Santamarina come citava Tommaso Fazello. A confermare una posizione più ad ovest della Porta degli Schiavi, proprio poco dopo la chiesa di S. Paolino dei Giardinieri permane un cortile ad andamento sinuoso che la toponomastica ci tramanda come "cortile degli Schiavi". 
Recenti scavi archeologici hanno messo in luce altri tratti murari della cortina della Neapolis sia all'interno di palazzo Sant'Isidoro verso l'omonima via, tra vicolo Penninello e la piazzetta, per un tratto di circa 20 metri. Scavi archeologici ancora più recenti sono stati eseguiti nell'area dell'ex Arena Celso al civico 105, un tempo occupata dal palazzo del barone Fraccia ove uno scavo della Soprintendenza del 2016 ha accertato la presenza di un altro tratto murario della Neapolis, ascrivibile al periodo punico~ellenistico, con uno spessore di circa 2,5 metri (cfr. "Notiziario Archeologico n. 33/2018). 
Segue verso levante l'altro edificio medievale noto come palazzo Tassorello, Razionale maggiore del Monte di Pietà. Tra palazzo Tassorello e l'ex Arena Celso, un piccolo cortile lascia intuire che qui potesse esserci un ulteriore varco o porta lungo la cortina della Neapolis, esistenza confermata dalla targa toponomastica che indica "porta di porta Tassorello" in un percorso in discesa che probabilmente doveva condurre verso la fonte della Panneria, chiamata dagli arabi Ayn-Rum e quindi verso il Monte di Pietà di cui Tassorello era amministratore. La permanenza di un arco, ascrivibile a detto varco o porta, è oggi interclusa all'interno di una abitazione di piano terra di palazzo Tassorello, che presenta anche alcuni vani interrati rispetto alla quota stradale di via Celso.